# Frygijki

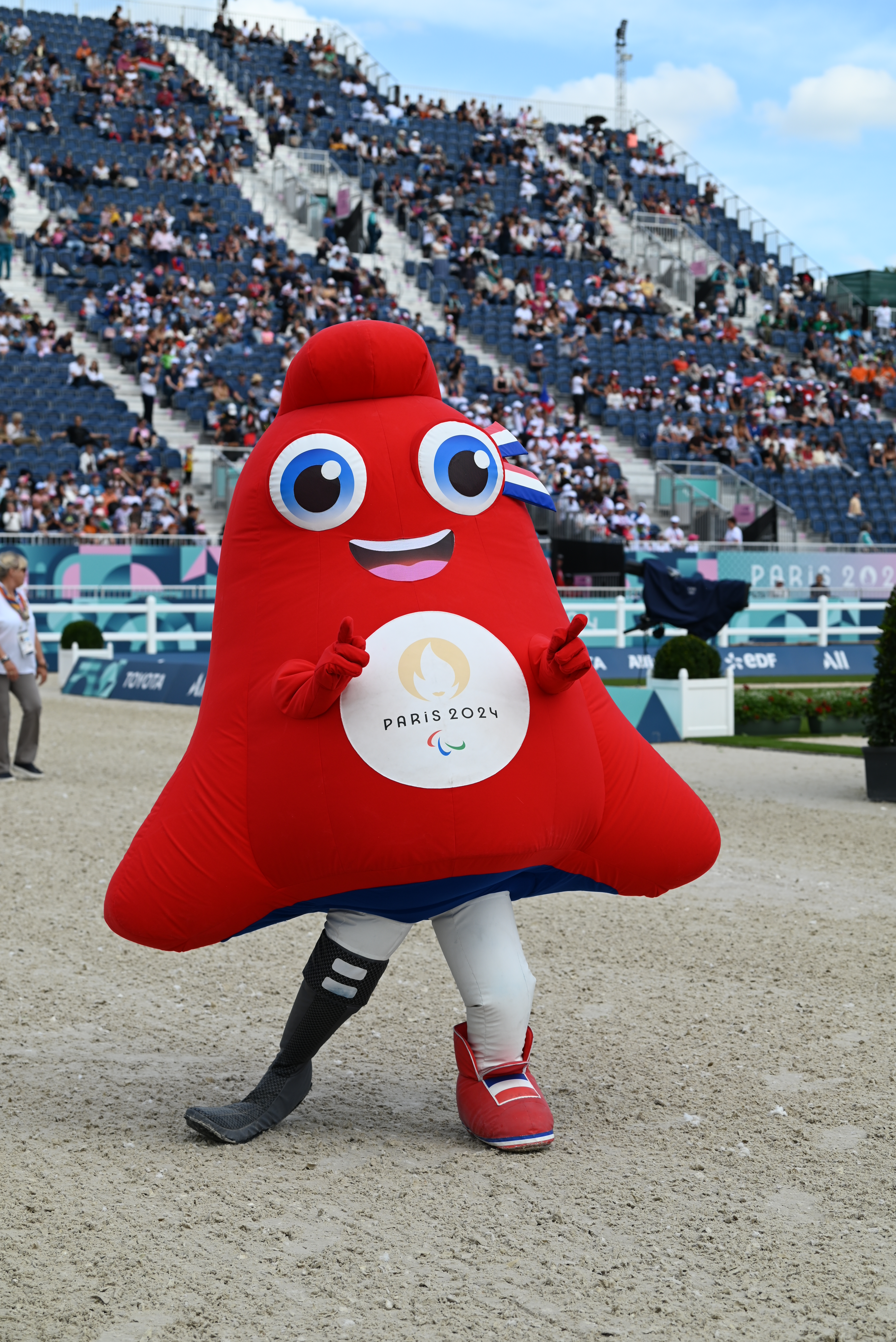
Osoba przebrana w kostium Frygijki na Igrzyskach Paralimpijskich w Paryżu

Frygijka Olimpijska

Frygijki – oficjalne maskotki Igrzysk Olimpijskich i Paralimpijskich Paryż 2024. Przedstawiają dwie antropomorficzne czapki frygijskie, symbol wolności.

## Pochodzenie
W okresie rewolucji francuskiej czapka frygijska stała się symbolem wolności i rewolucji. Używano jej także podczas rewolucji lipcowej. Marianna, personifikacja i symbol Francji jest bardzo często przedstawiana w czapce frygijskiej.

## Prezentacja
14 listopada 2022 Tony Estanguet, przewodniczący Komitetu Organizacyjnego Paryż 2024 ogłosił, że maskotkami nie będzie zwierzę, ani fikcyjna postać, ale przedmiot. „Czapki frygijskie są symbolem Republiki Francuskiej. Dla francuzów to dobrze znany symbol wolności. Co więcej fakt, że maskotka paraolimpijska ma widoczną niepełnosprawność to znak do promocji inkluzywności” – powiedział Tony Estanguet

## Postacie
Frygijka Olimpijska jest określana jako mądra oraz posiadająca metodyczny umysł i pociągający urok.
Frygijka Paralimpijska jest spontaniczną i nieco porywczą imprezowiczką. Co więcej jest pierwszą od zimowych igrzysk w 1994 maskotką posiadającą widoczną niepełnosprawność, ponieważ zamiast prawej nogi posiada protezę.